# Paktofonika
Paktofonika (w skrócie PFK) – polski zespół hip-hopowy. Grupę założyli w 1998 r. Piotr „Magik” Łuszcz (znany wcześniej z występów w zespole Kaliber 44) oraz Sebastian „Rahim” Salbert, wkrótce do składu dołączył Wojciech „Fokus” Alszer. Z grupą współpracowali Sebastian „DJ Bambus” Michalski i Marcin „Sot” Zięba. Wszyscy ci muzycy współtworzyli kolektyw PFK Kompany z Piotrem „DJ-em Haemem” Jończykiem, Rafałem „Śliwką Tuitam” Śliwiakiem, Tomaszem „Sivem” Łykiem, Dariusz „Kipperem” Łamaczem, Ewą „Meą” Rapacz i Wojciechem „Minixem” Kotowiczem. Grupa została rozwiązana w 2003 roku, w niespełna trzy lata po śmierci Magika. Działalność koncertową kontynuowało PFK Kompany, a Rahim, Fokus i DJ Bambus utworzyli grupę Pokahontaz.
Dyskografię zespołu stanowią tylko dwa albumy studyjne: nagrodzona Fryderykiem Kinematografia (2000) i Archiwum kinematografii (2002) oraz minialbum Jestem Bogiem (2001).

## Historia
Grupa została założona w 1998 r. z inicjatywy Wojciecha „Fokusa” Alszera, przy pomocy Piotra ,,Magika" Łuszcza oraz Sebastiana ,,Rahima" Salberta.
Pierwsze utwory zespołu („Priorytety”, „Ja to ja” i „Gdyby”) powstały w październiku 1998 roku. Następnie skład uzupełnił DJ Bambus oraz beatbokser Marcin „Sot” Zięba. Produkcje zespołu zyskały zainteresowanie wytwórni R.R.X., z którą Paktofonika podpisała umowę. Ostatecznie w wyniku nieporozumień kontrakt został zerwany. Wiosną 2000 roku zespół podpisał nowy kontrakt płytowy z wytwórnią Gigant Records. Wakacje tego roku grupa spędziła w Witten w Niemczech, gdzie nagrała utwór „2 kilo” z niemieckimi artystami. Muzycy nagrali również freestyle’e, w których uczestniczyli Magik, Fokus, Kams i L.O.
W marcu do sprzedaży trafiła kompilacja Usta Miasta Kast zrealizowana przez Igora „IGS-a” Sobczyka. Na płycie znalazł się wspólny utwór Paktofoniki i składu JedenSiedem zatytułowany „A robi się to tak...”. 18 grudnia tego samego roku ukazała się pierwsza płyta zespołu, zatytułowana Kinematografia. Na wydawnictwie znalazły się utwory „Chwile ulotne” i „Jestem Bogiem”, które cieszyły się znaczną popularnością w Polsce, oba notowane na listach przebojów Polskiego Radia. Do produkcji debiutu posłużyły m.in. sample z piosenek „Those Were The Days My Friend” – Mary Hopkin i „Suzanna” z repertuaru The Art Company. Ponadto w utworze „Jestem Bogiem” wykorzystano m.in. fragment rozmowy telefonicznej anonimowego słuchacza z redaktorem Radia Maryja, znanej jako Trzy słowa do ojca prowadzącego.
26 grudnia 2000 roku, osiem dni po premierze debiutu, rankiem o godzinie 6.15 Łuszcz wyskoczył przez okno ze swojego mieszkania w Katowicach-Bogucicach. W stanie ciężkim został przetransportowany do szpitala, gdzie około godziny 6.45 zmarł. Domniemaną przesłanką jego działania była próba uniknięcia zasadniczej służby wojskowej poprzez symulowanie złego stanu zdrowia psychicznego, które w konsekwencji doprowadziło do rzeczywistego uszczerbku na zdrowiu.
3 marca 2001 w Katowicach odbył się pierwszy koncert zespołu po śmierci „Magika”, podczas którego dwóm pozostałym raperom Paktofoniki towarzyszył głos zmarłego muzyka emitowany z taśmy. Po śmierci Magika zespół kontynuował działalność koncertową, emitując fragmenty wykonywane przez Magika ze ścieżki dźwiękowej. Koncertowy skład uzupełnili ponadto Sebastian „DJ Bambus” Michalski i popularny w podziemiu artystycznym beatbokser Marcin „Sot” Zięba, którego udział w występach stanowił novum na polskiej scenie muzyki hip-hopowej.
W roku 2001 fragment utworu „Ja to ja”, śpiewany gościnnie przez Piotra „Gutka” Gutkowskiego, znalazł się w telewizyjnej reklamie lodów. Odbyło się to bez zgody zespołu, lecz w porozumieniu z wydawnictwem Gigant Records. Wkrótce potem ukazał się minialbum Jestem Bogiem, na którym znalazły się 3 utwory z pierwszej płyty oraz 5 remiksów i teledysk. W kwietniu roku 2002 zespół zostaje nagrodzony Fryderykiem za najlepszy album hiphopowy w roku 2001. 25 września tego samego roku została wydana druga, pożegnalna płyta zespołu pt. Archiwum kinematografii, na której znalazły się m.in. utwory zarejestrowane podczas sesji nagraniowych pierwszej płyty. Materiał w obawie przed zarzutami środowiska hip-hopowego o komercjalizację nie był promowany podczas koncertów.
21 marca 2003 roku zespół zagrał pożegnalny koncert w Spodku w Katowicach. Wraz z biletami uczestnicy koncertu otrzymywali płytę z utworami zespołu. Wydano także relację z koncertu w formie DVD i VHS, jednak w 2005 roku jej sprzedaż została wstrzymana, ponieważ ukazała się nielegalnie. 16 grudnia 2008 została wydana książka autorstwa Macieja Pisuka „Paktofonika. Przewodnik Krytyki Politycznej”, obejmująca scenariusz do filmu o Paktofonice i ostatnich latach życia Piotra „Magika” Łuszcza. Rok później rozpoczęto prace nad ekranizacją scenariusza. Reżyserii filmu zatytułowanego Jesteś Bogiem podjął się Leszek Dawid. Sceny do filmu o Paktofonice zostały nakręcone w Katowicach pomiędzy marcem a majem 2011 roku. Natomiast jego premiera odbyła się 21 września 2012 roku. Mimo sporej frekwencji w pierwszym tygodniu, film nie został dobrze odebrany w środowisku muzycznym. Zarzucano mu przede wszystkim duże przeinaczenie faktów na temat historii zespołu jak i Magika, oraz niemalże całkowite pominięcie historii Kalibra 44, w którym to resztę członków tego zespołu przedstawiano jako postacie negatywne. O obrazie krytycznie wypowiedziało się wielu artystów i dziennikarzy, w tym m.in.: Peja, Kazik Staszewski, AbradAb, Krzysztof Kozak, czy Doniu.

W 2020 roku w Polsce ukazała się biografia autorstwa Sebastiana "Rahima" Salberta i Przemysława Corso wydana nakładem Wydawnictwa SQN.

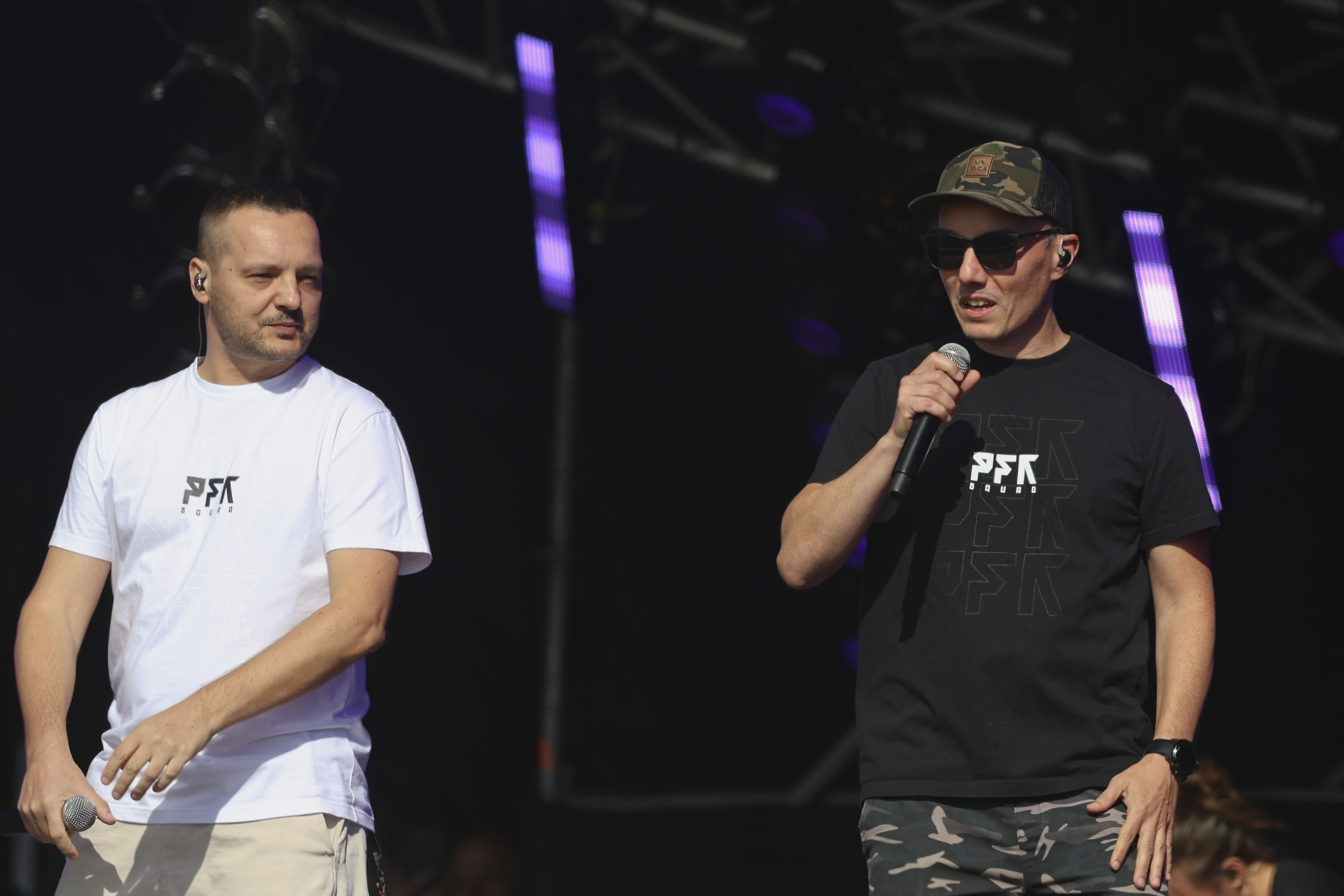
Paktofonika Live Band na Pol’and’Rock Festival 2024

W 2022 „Fokus” i „Rahim” wrócili do koncertowania pod szyldem Paktofoniki, chcąc w ten sposób uczcić 22-lecie krążka Kinematografia i 20-lecie Archiwum Kinematografii, od tamtego momentu zorganizowano liczne koncerty w całej Polsce, jak również za granicą (m.in. USA, Kanada, Holandia, Wielka Brytania, Irlandia, Norwegia i Islandia).

## Dyskografia
Albumy
| Rok  | Tytuł | Pozycja na liście | Sprzedaż        | Certyfikat              |
| Rok  | Tytuł | POL               | Sprzedaż        | Certyfikat              |
| ---- | --- | ----------------- | --------------- | ----------------------- |
| 2000 | Kinematografia - Data: 18 grudnia 2000 - Wydawca: Gigant Records, Universal Music PL - Format: CC, CD, LP       | 2                 | - POL: 100 000+ | - ZPAV: platynowa płyta |
| 2002 | Archiwum kinematografii - Data: 25 września 2002 - Wydawca: Gigant Records, Universal Music PL - Format: CC, CD | 3                 |                 |                         |

Minialbumy
| Rok  | Tytuł                                                                        | Pozycja na liście |
| Rok  | Tytuł                                                                        | POL               |
| ---- | ---------------------------------------------------------------------------- | ----------------- |
| 2001 | Jestem Bogiem - Data: 7 czerwca 2001 - Wydawca: Koch PL - Format: CC, CD, LP | 30                |

Ścieżki dźwiękowe
| Rok  | Tytuł | Pozycja na liście | Sprzedaż       | Certyfikat          |
| Rok  | Tytuł | POL               | Sprzedaż       | Certyfikat          |
| ---- | --- | ----------------- | -------------- | ------------------- |
| 2012 | Muzyka z filmu Jesteś Bogiem (oraz DJ 5:CET) - Data: 5 października 2012 - Wydawca: Universal Music Polska - Format: CD, digital download | 6                 | - POL: 15,000+ | - ZPAV: złota płyta |

| Rok  | Tytuł                                                             | Utwór                                       | Źródło |
| ---- | ----------------------------------------------------------------- | ------------------------------------------- | ------ |
| 2000 | Klan CD#13 - Data: 2000 - Wydawca: Klan                           | - „Priorytety (Suchy Remix)”                | [ 27 ] |
| 2000 | 19 południk – Katowice - Data: 2000 - Wydawca: brak (nielegal)    | - „Chwile ulotne”                           | [ 28 ] |
| 2000 | Usta Miasta Kast - Data: marzec 2000 - Wydawca: Gigant Records    | - „A robi się to tak...” (oraz JedenSiedem) | [ 29 ] |
| 2000 | To my, rugbiści - Data: grudzień 2000 - Wydawca: T1-Teraz         | - „Chwile ulotne”                           | [ 30 ] |
| 2001 | Robię swoje 2 - Data: maj 2001 - Wydawca: Camey Studio            | - „Chwile ulotne”                           | [ 31 ] |
| 2001 | 19 południk – własnym torem - Data: 2001 - Wydawca: Blend Records | - „W pełnej gotowości”                      | [ 32 ] |
| 2001 | Blokersi - Data: 29 września 2001 - Wydawca: T1-Teraz             | - „Jestem Bogiem (Remix)”                   | [ 33 ] |
| 2002 | Blokowisko - Data: 2002 - Wydawca: SPV                            | - „C.D. kinematografii”                     | [ 34 ] |
| 2002 | DJ Haem – Atomistyka - Data: 2002 - Wydawca: Blend Records        | - „Intro”                                   | [ 35 ] |

| Rok  | Tytuł      | Pozycja na liście | Pozycja na liście | Album          |
| Rok  | Tytuł      | LP3               | RH                | Album          |
| ---- | ---------- | ----------------- | ----------------- | -------------- |
| 2000 | „Ja to ja” | 42                | 2                 | Kinematografia |

| Rok                                                      | Tytuł           | Pozycja na liście | Pozycja na liście | Pozycja na liście | Album          |
| Rok                                                      | Tytuł           | SLiP              | 30 ton            | RH                | Album          |
| -------------------------------------------------------- | --------------- | ----------------- | ----------------- | ----------------- | -------------- |
| 2001                                                     | „Jestem Bogiem” | 5                 | 25                | 1                 | Kinematografia |
| 2002                                                     | „Chwile ulotne” | 1                 | 30                | —                 | Kinematografia |
| „—” oznacza, że singel nie był notowany na danej liście. |                 |                   |                   |                   |                |

| Rok  | Tytuł                                                                         | Uwagi      | Źródło |
| ---- | ----------------------------------------------------------------------------- | ---------- | ------ |
| 2001 | Jestem Bogiem - Data: 2001 - Wydawca: Gigant Records/Doperacja                | - 12" LP   | [ 41 ] |
| 2002 | Archiwum kinematografii - Data: 2002 - Wydawca: Gigant Records                | - 12" LP   | [ 42 ] |
| 2003 | Paktofonika - Data: 21 marca 2003 - Wydawca: Gigant Records                   | - Promo CD | [ 43 ] |
| 2004 | Pożegnalny koncert - Data: 26 kwietnia 2004 - Wydawca: Universal Music Polska | - VHS, DVD | [ 44 ] |

## Teledyski
| Rok  | Tytuł                    | Reżyseria/Realizacja                                                                          | Album                        | Źródło |
| ---- | ------------------------ | --------------------------------------------------------------------------------------------- | ---------------------------- | ------ |
| 2001 | „Jestem Bogiem”          | Grzegorz Lewandowski, Arkadiusz Tomiak, Andrzej Tomczak, Aleksandra Dembska, Paweł Maliszczak | Kinematografia               | [ 45 ] |
| 2002 | „Chwile ulotne”          | Hidi, H22 Film Production, Doperacja                                                          | Kinematografia               | [ 46 ] |
| 2012 | „Jestem Bogiem”          | Michał Jaskulski                                                                              | Muzyka z filmu Jesteś Bogiem | [ 47 ] |
| 2023 | „Mechaniczna Pomarańcza” | Przedmarańcza                                                                                 | Archiwum Kinematografii      | [ 48 ] |

## Filmografia
| Rok  | Tytuł                                         | Uwagi                                                          | Źródło |
| ---- | --------------------------------------------- | -------------------------------------------------------------- | ------ |
| 2009 | Paktofonika. Hip-Hopowa podróż do przeszłości | reportaż, scenariusz i reżyseria: Marta Dzido, Piotr Śliwowski | [ 49 ] |
| 2012 | Jesteś Bogiem                                 | film fabularny, reżyseria: Leszek Dawid                        | [ 12 ] |

## Nagrody i wyróżnienia
| Rok  | Kategoria/Tytułem                     | Nagroda   | Nota | Źródło |
| ---- | ------------------------------------- | --------- | ---- | ------ |
| 2001 | Album Roku – Hip-Hop (Kinematografia) | Fryderyk  | Laur | [ 50 ] |
| 2003 | Nagroda czytelników Magazynu Hip-hop  | Magazynek | Laur | [ 51 ] |